# Кульбака Петро Леонтійович
Петро Леонтійович Кульбака (нар. 8 липня 1902, Хотминівка — пом. 10 лютого 1971, Глухів) — радянський партизан; Герой Радянського Союзу з 1944 року.

## Біографія
Народився 8 липня 1902 року в селі Хотминівці (нині — Глухівський район Сумської області, Україна). Після закінчення трьох класів школи працював спочатку батраком, потім став вести своє господарство. В 1924—1927 роках служив у Робітничо-селянській Червоній Армії. Екстерном закінчив сім класів школи. Демобілізувавшись, працював у торгівлі і народному господарстві.
Перед війною був завідувачем торговим відділом Глухівського райвиконкому.
На початку Німецько-радянської війни П.Кульбака за вказівкою райкому партії очолив формування Глухівського районного партизанського загону. З вересня 1941 року загін діяв в німецькому тилу, здійснюючи диверсії, знищуючи важливі об'єкти. Так, в кінці вересня 1941 року партизани Кульбаки знищили шосейний і залізничний мости. Взимку 1941—1942 років загін Кульбаки об'єднався з Путивльським загоном і разом з ним провів ряд диверсій проти окупаційних військ.
Навесні 1943 року загін Кульбаки спільно з іншими партизанами знищив велику кількість пароплавів і катерів на Прип'яті. Коли противник спробував переправитися через річку і розгромити партизан, загін Кульбаки зіграв важливу роль у відбитті цієї атаки. Надалі Кульбака брав участь у двох рейдах партизанського з'єднання Сидора Ковпака. З січня 1944 року він командував полком 1-ї Української партизанської дивізії.
Указом Президії Верховної Ради СРСР від 7 серпня 1944 року за «особливі заслуги в розвитку партизанського руху на Україні, за особистий героїзм і відвагу, проявлені в боях за Батьківщину» Петро Кульбака був удостоєний високого звання Героя Радянського Союзу із врученням ордена Леніна і медалі «Золота Зірка» за номером 4327.
У квітні 1945 року П. Кульбака повернувся до Глухова, де до виходу на пенсію у 1964 році перебував на господарській роботі, працював головою Глухівського райвиконкому.

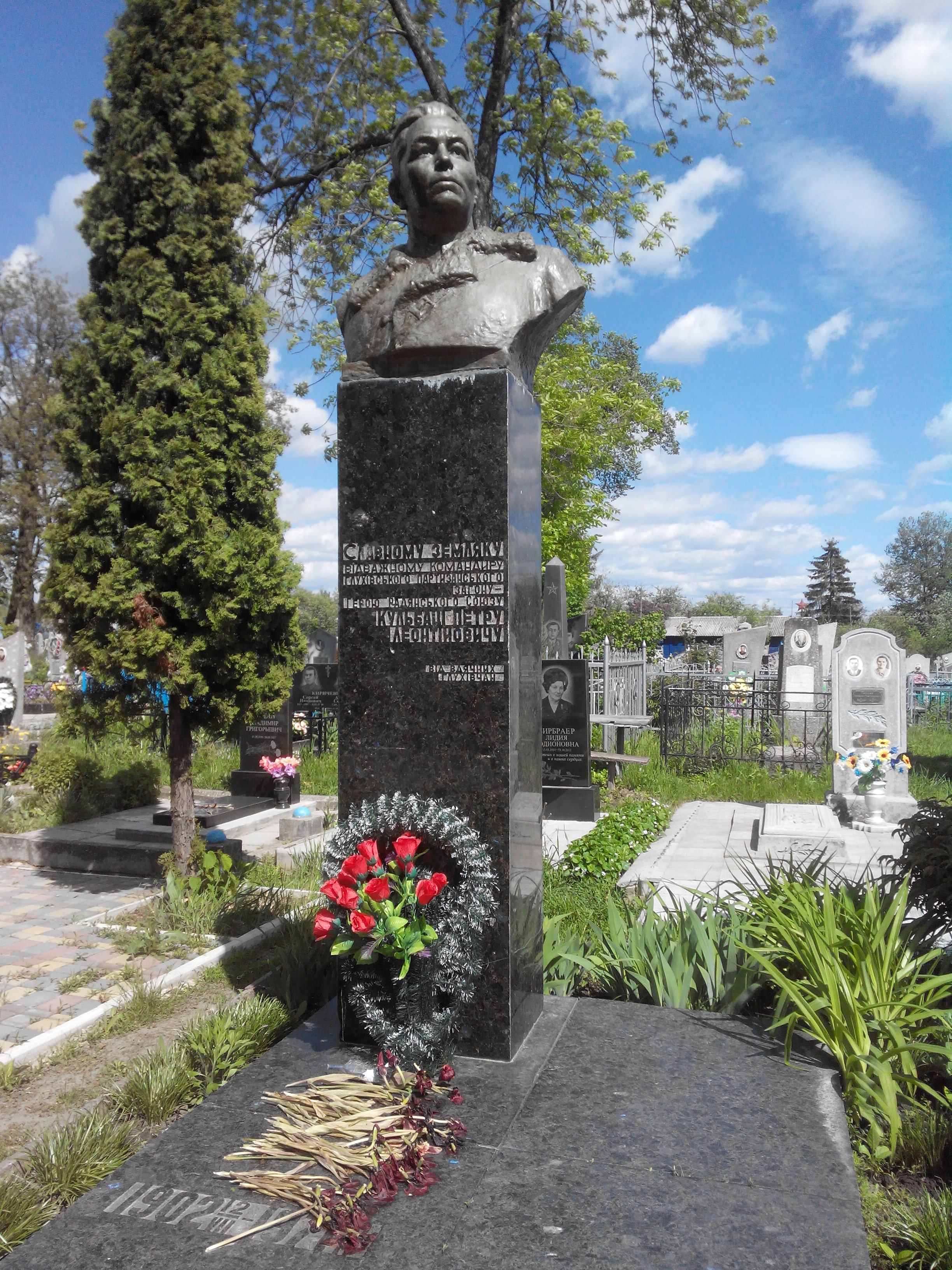
Могила Петра Кульбаки

Помер 10 лютого 1971 року, похований на Вознесенському кладовищі Глухова.
Був нагороджений двома орденами Леніна, орденом Червоної Зірки і низкою медалей.
Бюст Кульбаки встановлений у Спадщанському лісі та на могилі в Глухові. 